# Jakob Heinrich von Hefner-Alteneck

Jakob Heinrich von Hefner-Alteneck

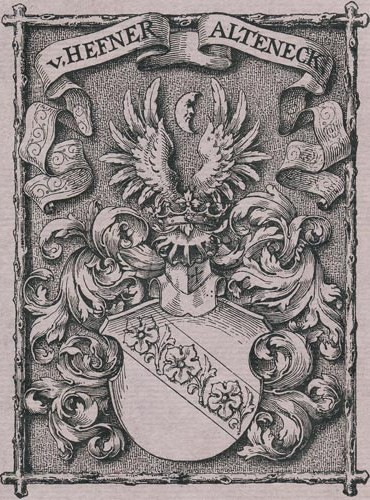
Wappen Familie von Hefner-Alteneck

Jakob Heinrich Hefner, ab 1856 von Hefner-Alteneck (* 20. Mai 1811 in Aschaffenburg; † 19. Mai 1903 in München) war ein deutscher Kunsthistoriker und Museumsdirektor sowie Zeichner und Radierer.

## Leben
Jakob Heinrich Hefner war der Sohn des aus Mainz stammenden Franz Ignaz Heinrich Hefner (1756–1846), Mitglied der Kurmainzer Schulverwaltung, der am 22. November 1814 vom bayerischen König Maximilian I. in den Adelsstand erhoben wurde. Seine Schwester Theresia Barbara von Hefner-Alteneck war mit dem Forstmann, Unternehmer und Politiker Daniel Ernst Müller verheiratet.
Hefner verlor schon in früher Jugend den rechten Arm, brachte es aber trotzdem im Zeichnen zu großer Vollkommenheit. Er widmete sich dem Studium der Kunstgeschichte, vornehmlich des Mittelalters, und wurde 1835 Lehrer an der erst 1833 gegründeten Gewerbeschule in Aschaffenburg („Professor der Zeichnungskunde“). Gleichzeitig war er künstlerischer Beirat der „Müllerschen Steingutfabrik“ in Damm, von 1835 bis 1842 sogar Teilhaber der Fabrik.
Im Jahr 1852 übersiedelte Hefner mit seiner Familie nach München und wurde vom bayerischen König Maximilian II. zum Konservator der Königlichen Vereinigten Kunstsammlungen sowie am 1. Mai 1862 zum Konservator des königlichen Kupferstich- und Handzeichnungskabinetts ernannt. Gleichzeitig war er Konservator des Historischen Vereins von Oberbayern und leitete die Ausgrabungen im römischen Töpfereiviertel in Westerndorf. Im Jahr 1856 erhielt er vom König Maximilian II. den Beinamen Alteneck „zur Verhinderung störender Namensverwechslungen“.
Unter Ludwig II. wurde Hefner-Alteneck zum 1. Juni 1868 Generalkonservator der Kunstdenkmäler Bayerns und Direktor des Bayerischen Nationalmuseums, zu dessen Entwicklung er wesentlich beigetragen hat. 1886 trat er in den Ruhestand. Bis zu seinem Tod stand er in regem Briefwechsel mit dem Aschaffenburger Museumskonservator Jean Friedrich.

## Familie
1837 heiratete er Elise Pauli (1818–1887), mit der er drei Söhne hatte, darunter den Ingenieur Friedrich von Hefner-Alteneck (1845–1904), der 1884 Johanna von Piloty (1864–1935) heiratete, eine Tochter des mit seinem Vater bekannten Münchner Malers Carl Theodor von Piloty.

## Grabstätte

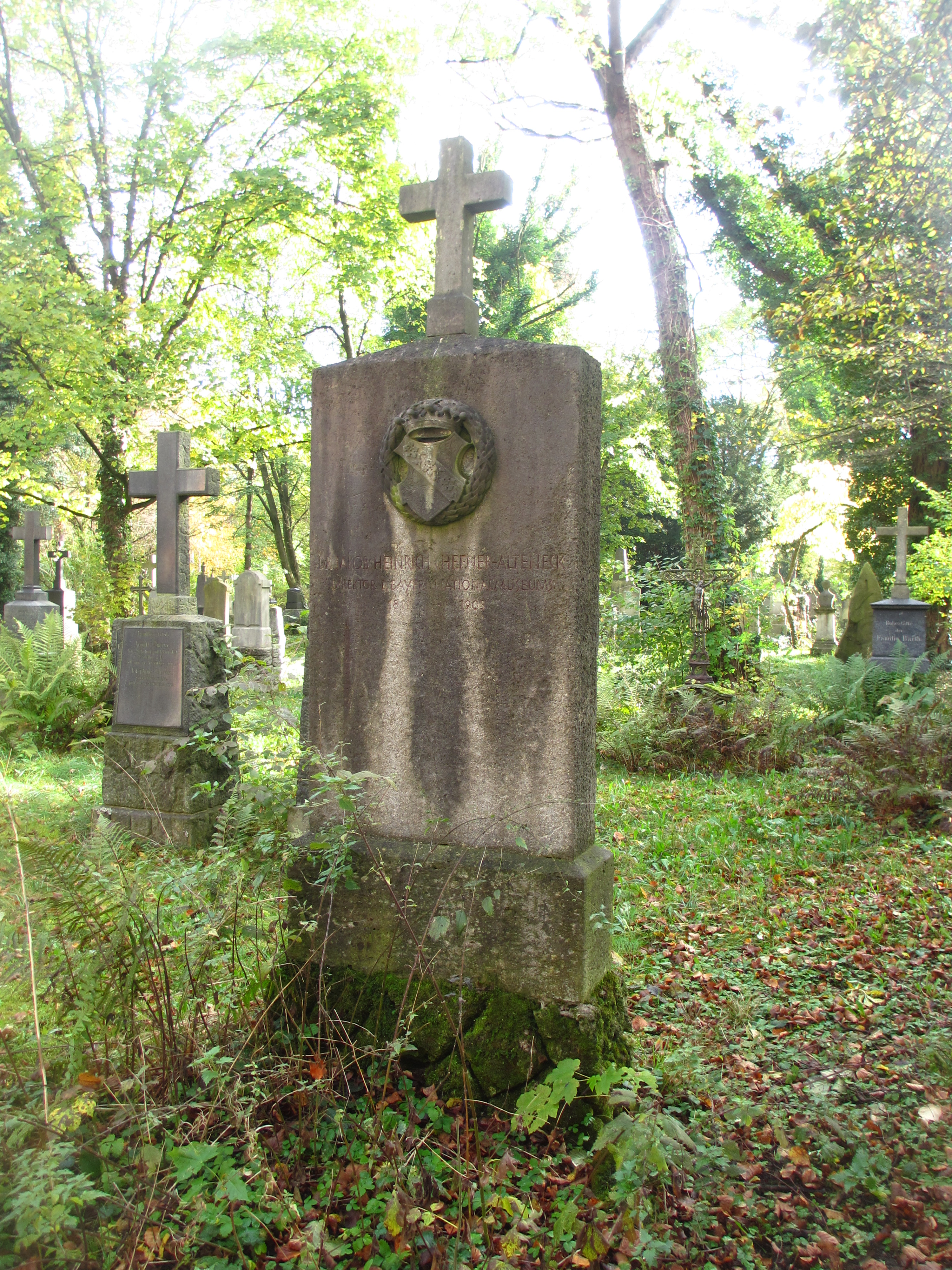
Grab von Jakob Heinrich Hefner-Alteneck auf dem Alten Südlichen Friedhof in München

Die Grabstätte von Jakob Heinrich von Hefner-Alteneck befindet sich auf dem Alten Südlichen Friedhof in München (Gräberfeld 38 – Reihe 13 – Platz 2/3) Standort. Auf dem Altstadtfriedhof in Aschaffenburg befindet sich ein Gedenkstein für ihn.

## Werke
Hefner-Alteneck machte sich besonders verdient durch die Herausgabe einer Anzahl kunst- und kulturgeschichtlicher Bilderwerke, deren Zeichnungen größtenteils von ihm herrühren. Sie beginnen mit dem Prachtwerk Trachten des christlichen Mittelalters nach gleichzeitigen Kunstdenkmalen (Mannheim 1840), welchem als Seitenstück die in Gemeinschaft mit Carl Becker herausgegebenen Kunstwerke und Gerätschaften des Mittelalters und der Renaissance (Mannheim 1848–63, 180 Tafeln) folgten. Eine neue vermehrte Ausgabe beider Werke unter dem Titel: Trachten, Kunstwerke und Gerätschaften von dem frühen Mittelalter bis Ende des 18. Jahrhunderts veröffentlichte er seit 1879 (120 Lieferungen). Weitere Veröffentlichungen:
- mit Johann Wilhelm Wolf: Die Burg Tannenberg und ihre Ausgrabungen. Frankfurt 1850 (Digitalisat).
- Hans Burgkmaiers Turnier-Buch Frankfurt 1853.
- Eisenwerke oder Ornamente der Schmiedekunst des Mittelalters und der Renaissance. Frankfurt 1861–1886.
- Die römische Töpferei in Westerndorf. München 1862 (Digitalisat).
- Entwürfe deutscher Meister für Prachtrüstungen der Könige von Frankreich. München 1865.
- Die Kunstkammer S.K.H. des Fürsten Karl Anton von Hohenzollern-Sigmaringen. München 1866–73 (8 Teile).
- Ornamente der Holzskulptur von 1450 bis 1820 aus dem Bayerischen Nationalmuseum (Frankfurt 1881).
- Werke deutscher Goldschmiedekunst des 16. Jahrhunderts. Frankfurt 1890.
- Kunstschätze aus dem Bayerischen Nationalmuseum. München 1899.
- Lebens-Erinnerungen. München 1899 (archive.org).

Von seinen Arbeiten, die nicht in die Öffentlichkeit drangen, sei das Frankfurt Geschlechtsbuch der freiherrlichen Familie von Fechenbach-Laudenbach hervorgehoben, dass er als Einzelstück 1848/49 für den Freiherrn Friedrich von Fechenbach-Laudenbach (1790–1850) fertigte. Es besteht aus etwa 400 miniaturartig ausgeführten Blättern, die Wappen, Grabdenkmäler etc. dieser Familie von 1214 bis zur Neuzeit enthaltend, und wurde im Archiv der Familie in Laudenbach (Unterfranken) bewahrt.

## Ehrungen
- 1853 außerordentliches Mitglied der Bayerischen Akademie der Wissenschaften
- 1868 ordentliches Mitglied der Bayerischen Akademie der Wissenschaften
- 1891 Geheimrat
- 1. Januar 1894 Ehrenbürger der Stadt Aschaffenburg (1894)[6]
- 1901 Bronzegussmedaille, 70 mm, Max Gube fecit, auf seinen 90. Geburtstag. Vorderseite: Dr. JAK. HEINR. HEFNER v. ALTENECK K. GEHEIMRATH – Brustbild mit Kappe dreiviertel nach rechts. Rückseite: Eule mit ausgebreiteten Flügeln steht auf geöffnetem Folianten[7]
- In Aschaffenburg gibt es heute die Hefner-Alteneck-Mittelschule sowie eine Straße die nach ihm benannt wurde.
- In München gibt es in der Isarvorstadt die Hefner-Alteneck-Strasse, die nach ihm und seinem Sohn benannt wurde.